# أوفيرن-رون ألب
أُفِرَنْيَة رون ألب أو أوفيرن-رون ألب (بالإنجليزية: Auvergne-Rhône-Alpes)‏ هي منطقة في فرنسا، تتبع فرنسا، بلغ عدد سكانها 7٬757٬595  نسمة، في 2013، عاصمتها ليون، تبلغ مساحتها 69٬711 كيلومتر مربع.

## الموقع
تشترك في الحدود مع:
- بروفانس ألب كوت دازور
- وادي أغشت
- كانتون فاليه
- بييمونتي
- لِغُريَة
- كانتون جنيف
- سانتر-فال دو لوار
- برغونية فرانش كونتيه
- قسطانية
- أقطانية الجديدة
- كانتون فود.

## التقسيمات الإدارية
- آن
- أليي
- كانتال
- دروم
- لوار
- لوار العليا
- إزار
- بوي دي دوم
- رون
- منطقة ليون الحضرية [الإنجليزية]‏
- سافوا
- سافوا العليا
- الأرديش.

## أعلام
- فرنسيس دي ساليس